# György Gurics
György Gurics (Dunapentele, Hungría, 27 de enero de 1929-10 de septiembre de 2013) fue un deportista húngaro especialista en lucha libre olímpica donde llegó a ser medallista de bronce olímpico en Helsinki 1952.

## Carrera deportiva
En los Juegos Olímpicos de 1952 celebrados en Helsinki ganó la medalla de bronce en lucha libre olímpica estilo peso medio, tras el luchador soviético David Tsimakuridze (oro) y el iraní Gholamreza Takhti (plata).